# A-bike

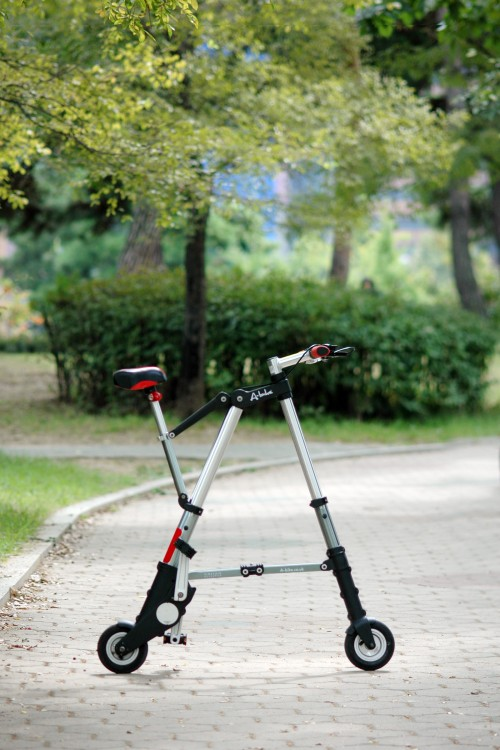
A-bike

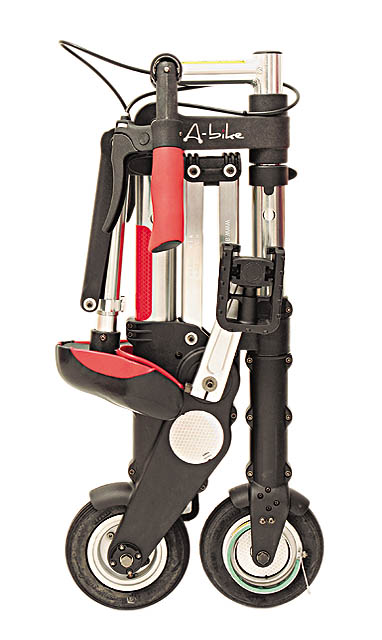
折叠后的A-bike

是一种由英国人克莱夫·辛克莱尔爵士发明的折叠车，于2006年7月12日发布。重量仅有5.5（12英磅），折叠体积有67×30×16 cm，可直接装入背包中。
A-bike由辛克莱研究有限公司及其位于达卡、香港的团队用超过5年的时间设计完成，最早于2004年提出。克莱夫·辛克莱尔构想出了A-bike，由亚历克斯·凯勒葛斯工程师主持设计。

## 特色
A-bike的嵌套结构将其折叠状态表面体积减少了约25%。双链传动系统能使自行车行驶大约3.2（10英尺）每曲柄转，即使车轮直径小［6英寸（15）］。曲柄轴盒将传动装置完全包裹，保护传动装置并阻止油污弄脏衣服或皮肤。
直径小的车轮可能不适宜通过不平坦的路面，因此路面上最细微的路障可能会中断行程，即使是在经过铺设的路面上。

## 媒体宣传
2006年11月，A-bike与速立達于英国电视节目《The Gadget Show》亮相。A-bike的供应商在2007年6月5日于英国电视节目《Badger or Bust》亮相。在《英国疯狂汽车秀》(Top Gear)的Car vs. Train 2.环节中理查德·哈蒙德与詹姆斯·梅将A-bike带入他们的手提箱并展开从渡轮码头骑到缆车。《A to B》杂志形容A-bike为（中文直译为：极好的折叠车，但也不易骑行）。

## 系列
- A-bike
  - Nigel Bike / Nigel A-bike（经官方认可的A-bike中国版）[3]
- A-bike Plus（A-bike的改进版）
- A-bike Smart（经官方授权的A-bike中国版）[4][5]
  - AS530
  - AS530I
  - AS530S
  - AS530L
  - AS530X
  - AS730
  - AS800S
  - AS830
  - AS850
- A-bike City（A-bike的8英寸轮径版）[6]
  - AE-bike（A-bike的电动版）[7]